# Pacajus
Pacajus é um município brasileiro do estado do Ceará. A distância para Fortaleza é de 51,1 km. Localiza-se na Região Metropolitana de Fortaleza.

## Etimologia
O topônimo Pacajus tem origem na tribos Tapuia dos Jaracu, ou Paiacu, que habitavam a região. Sua denominação original era Guarani, depois Missão dos Paiacu, Monte-Mor, Monte-Mor-o-velho, Guarani e, desde 1943, Pacajus.

## História
A região entre às margens do rio Choró e rio Acarape era habitada por índios como os Jenipapo, Kanyndé, Choró e Quesito.
As origens de Pacajus, remontam ao início do século XVIII (provavelmente 1707), quando nestas terras foi instalada a Missão dos Paiacu. A instalação desta missão pelos jesuítas foi possível com a doação de uma légua de terras situadas nas margens do rio Choró, tendo como intermediário o desembargador Cristóvão Soares Reimão. Este reduto teve uma certa configuração urbana, edificando-se casas residenciais e uma capela de taipa e chão batido, admitindo-se como padroeira Nossa Senhora da Conceição.
Com a transferência dos índios para Portalegre, no Rio Grande do Norte em 1762, o local no qual foi construído uma capela de taipa e algumas casas passou a ser sítio Monte-Mor-o-Velho, que teve como administradores dois moradores de Cascavel: o sargento-mor Jerônimo de Antas Ribeiro e o padre José de Sousa.
Através da missão, depois sesmarias e ao redor da Igreja Velha (construída pelos índios no século XIX e que ainda existe) surgiu o núcleo urbano que hoje chama-se Pacajus.

## Geografia

### Relevo e solos
O relevo é plano e de baixas altitudes, nunca ultrapassando 76 m de altitude. Acidentes Geográficos: Serrotes Salgado, Pauliceia e Pascoal.

### Clima
Devido sua proximidade com o litoral, o clima varia entre tropical quente semi-árido brando e tropical quente subúmido, com pluviometria média anual de 1.277 mm, com chuvas concentradas de fevereiro a maio.

### Hidrografia e recursos hídricos

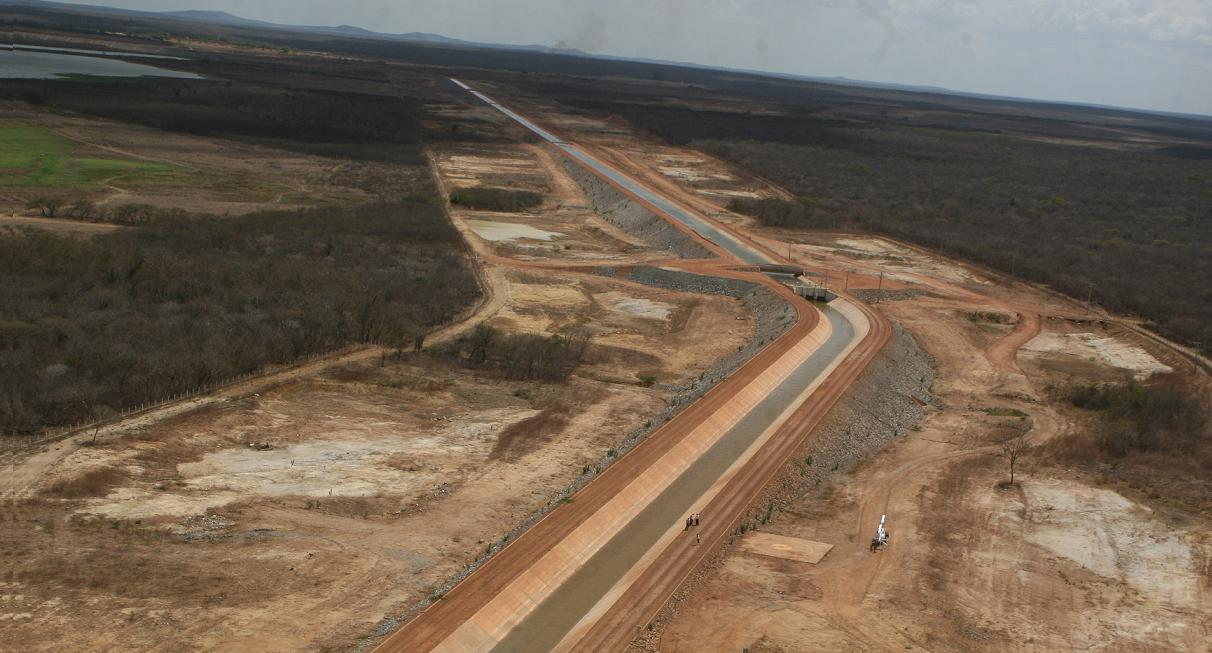
Trecho do Eixão das águas que passa pelo município.

- Rios: Acarape/Pacoti, Choró, Ererê
- Riachos: Arerê e do Lagamar
- Lagoas: Itaipaba, Ipú, Cavalaria, Pauliceia e Pascoal
- Açudes: Pacoti, Ererê, do Povo, Beiraçude, Paulicéia

### Subdivisão
O município tem três distritos: Pacajus, Itaipaba e Pascoal.
A sede do município é dividida em vários bairros:
Aldeia (inclui a localidade do Planalto Popular),
Aldeia Parque,
Alto da Boa Vista,
Banguê I e 
Banguê II,
Buriti e Buriti dos Esmeros (conhecido também como Mutuca),
Cohab, Centro,
Cumaru,
Centro,
Coaçu (beco do sinal),
Croatá I,
Croatá II(inclui as localidades de Área Verde e Cipó),
Cruz das Almas,
Lagoa Seca,
Pajeú,
Pedra Branca,
Planalto Dedé Gama eTucum (Subdividido em Tucum I e Tucum II), Formoso, Lagamar, Curimatã.

## Economia

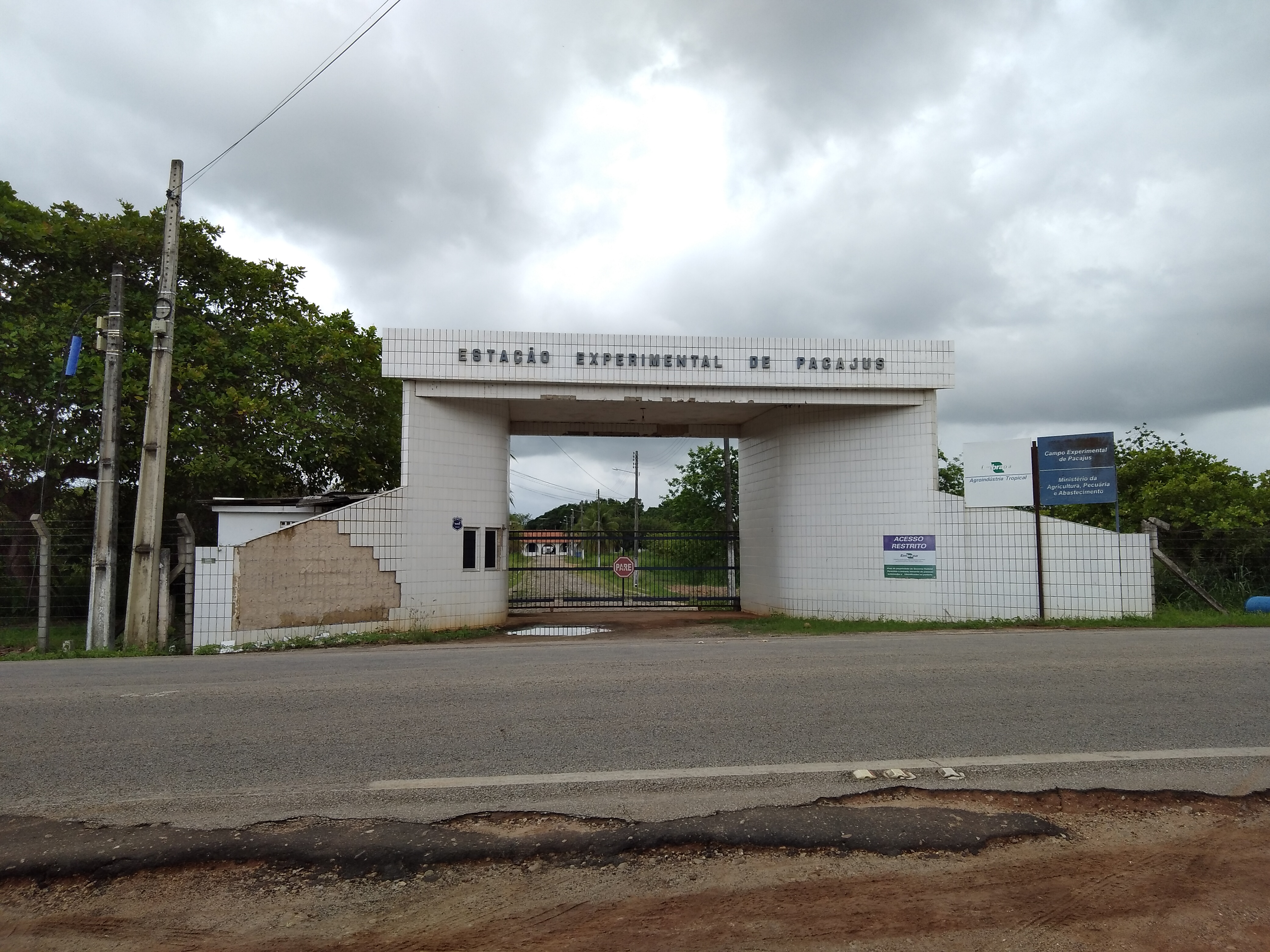
Estação Experimental da Embrapa em Pacajus.

A economia de Pacajus tem como base a agricultura tal como o cultivo da mandioca com um grande apoio da associação dos produtores de mandioca e amido de Pacajus localizada em Pauliceia, que abrange todo estado do Ceará e principalmente o cultivo do caju  um grande protagonista da cidade, em conjunto com comércio, indústria e turismo.
Pacajus está situado numa das zonas industriais mais dinâmicas do Ceará. Junto com o município vizinho de Horizonte forma um complexo industrial que emprega grande parte da mão de obra destes dois municípios e outros circunvizinhos. O turismo é intenso, devido aos recursos naturais e aos eventos culturais, como o carnaval.

## Cultura

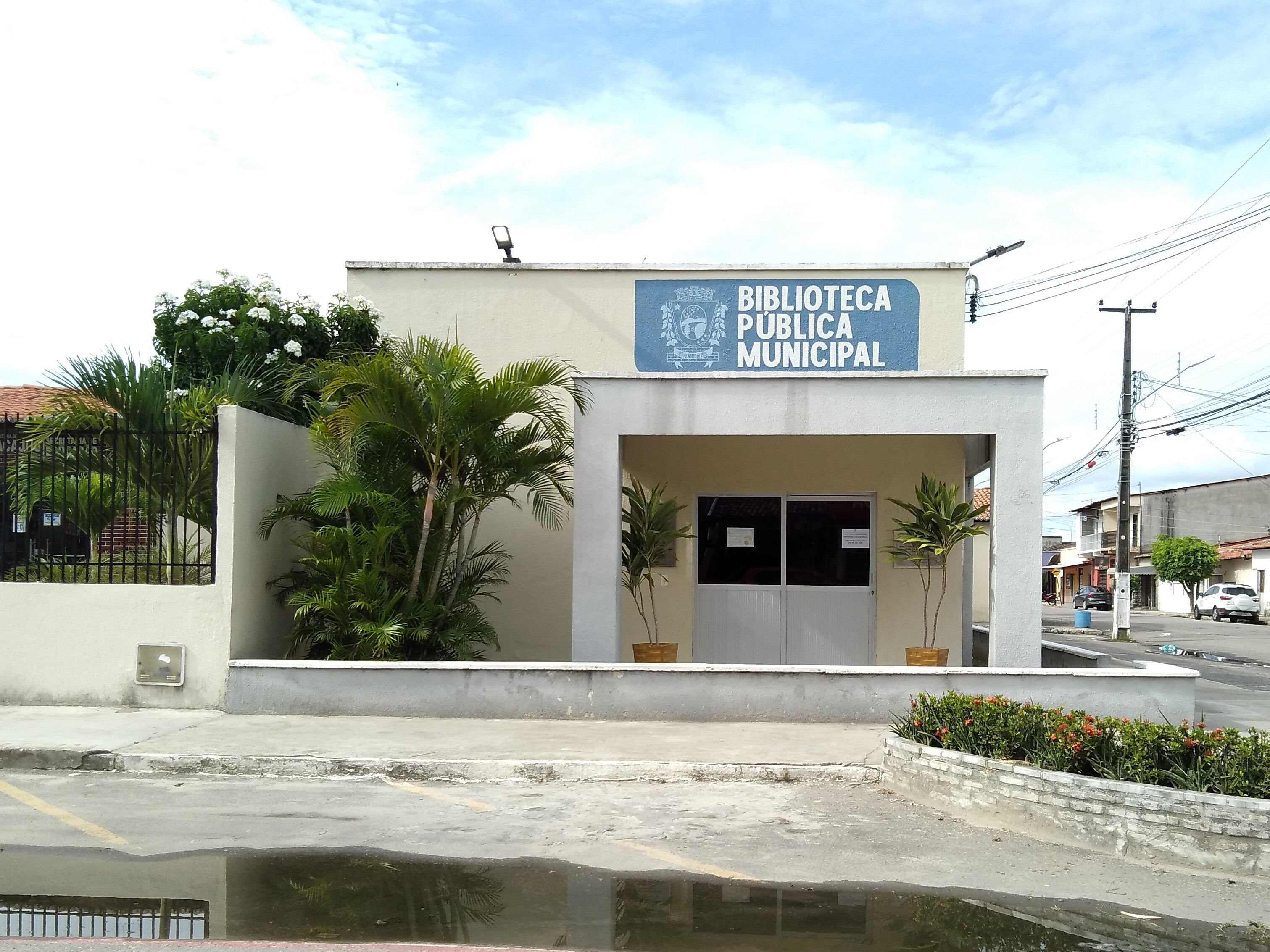
Biblioteca Pública Municipal de Pacajus.

Eventos culturais significativos são:
- Dia de São José (19 de março)
- Dia de Nossa Senhora de Fátima (1 a 31 de maio)
- Festival do Milho (julho)
- Aniversário de Pacajus (23 de maio)
- Vaquejada (setembro)
- Nossa Senhora do Perpétuo Socorro (16 de agosto)
- Festival do Caju (setembro)
- Dia de São Francisco das Chagas (4 de outubro)
- Dia da Padroeira Nossa Senhora da Imaculada Conceição (8 de dezembro) (Paróquia)
- Encenação da Paixão de Cristo

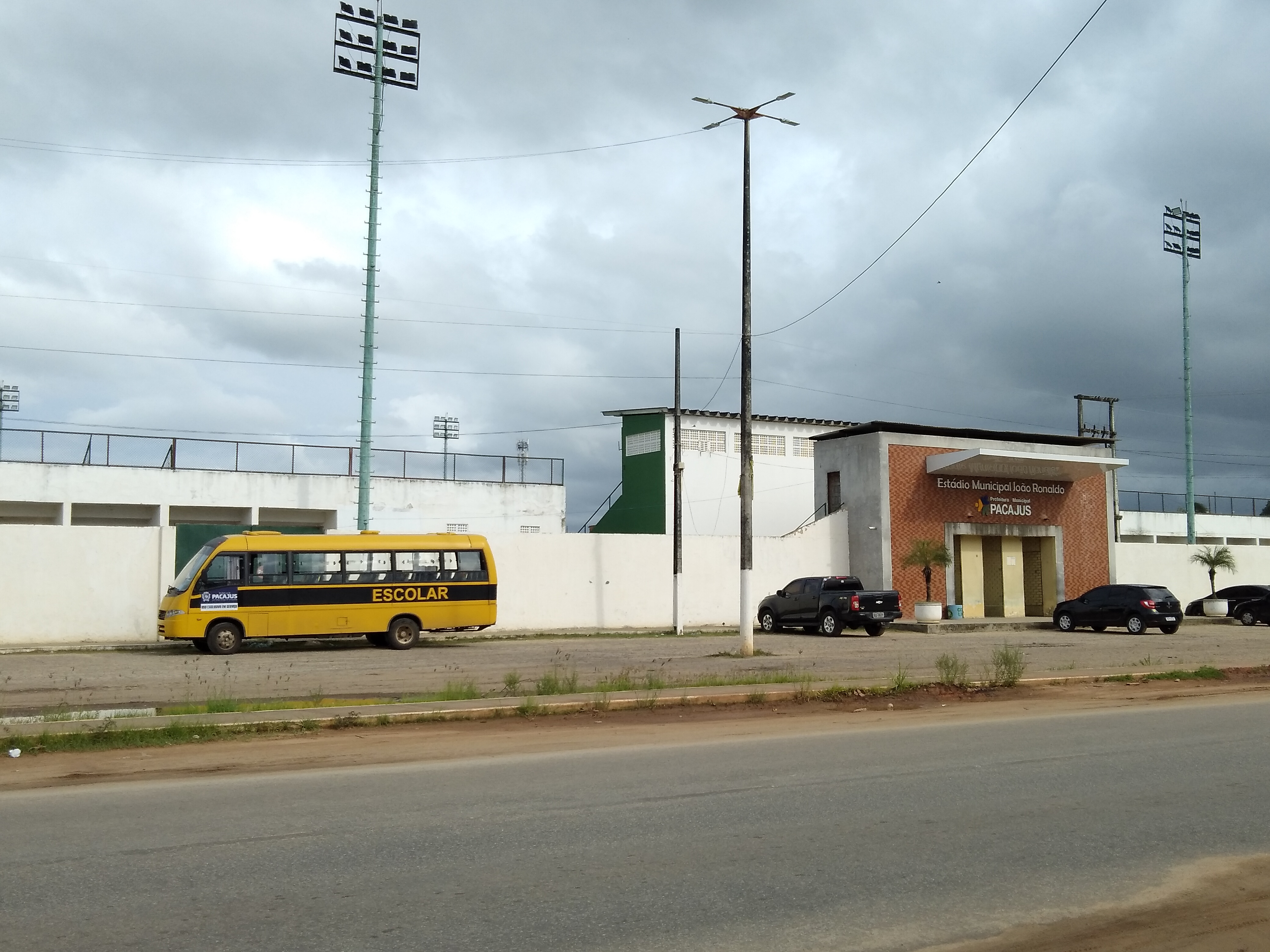
Estádio Municipal João Ronaldo, casa do Pacajus Esporte Clube.

Pacajus possui ainda vários grupos de cultura popular, como:
- Quadrilha Nação Nordestina
- Grupo Junino Milho Verde
- Grupo Junino Colher de Pau
- Quadrilha Junina Infantil Jeito Junino
- Grupo Junino Flor do Caju
- Quadrilha Terra do Caju
- Quadrilha Cirandaia
- Grupo de Dança e Interpretações Populares Mawaka
- Grupo de Teatro e Dança ESTRELART
- Grupo Teatral Arriégua
- Coletivo Cultural Arte para Todos
- Associação dos Artistas de Pacajus - Arpa (Instituição criada em 2006)

O município possui até 2022 dois centro culturais, um público, sendo o Centro Cultural Quilombola da Base, dedicado a cultura afro-brasileira daquela comunidade reconhecida pela Fundação Palmares/Governo Federal, e o Centro Cultural Maloca dos Brilhante, iniciativa social mantido pelo Centro Integrado de Estudos e Programas de Desenvolvimento Sustentável - CIEDS, localizado no bairro Croata 1, próximo ao Beira-açude.

## Política
A administração municipal localiza-se na sede, Pacajus. A câmara municipal e composta por 15 vereadores.

### Lista de prefeitos de Pacajus
| José Edilson de Carvalho Lima         | 2025       | 2028       |
| Davanilson José Pinheiro Leite        | 13/08/2024 | 31/12/2024 |
| Francisco Fagner da Costa             | 04/04/2024 | 12/08/2024 |
| Bruno Philomeno Figueiredo            | 2017       | 2024       |
| Flanky José Amaral Chaves             | 2017       | 2017       |
| Marcos Roberto Brito Paixão           | 2013       | 2016       |
| Auri Costa Araripe                    | 2011       | 2012       |
| Pedro José Philomeno Gomes Figueiredo | 2009       | 2011       |
| Francisco José "Fan" Cunha de Queiroz | 2005       | 2008       |
| Francisco José "Fan" Cunha de Queiroz | 2003       | 2004       |
| José Wilson Alves Chaves              | 2001       | 2003       |
| José Wilson Alves Chaves              | 1997       | 2000       |
| Orlando Lourenço de Sousa             | 1993       | 1996       |
| Lucio Flavio de Oliveira Meneses      | 1990       | 1993       |
| Maria Helena Amaral Chaves            | 1989       | 1990       |
| Francisco De Assis Benicio Costa      | 1985       | 1989       |
| José Wilson Alves Chaves              | 1984       | 1985       |
| Aurilo Bezerra Pereira                | 1977       | 1983       |
| Vicente de Paula Menezes              | 1973       | 1976       |
| Francisco Edilberto Menezes Machado   | 1971       | 1972       |
| Vicente de Paula Menezes              | 1967       | 1970       |
| Teodorico Menezes Filho               | 1963       | 1966       |
| Antônio Nogueira da Costa             | 1959       | 1962       |
| Teodorico Menezes Filho               | 1955       | 1958       |
| Celso Nogueira de Oliveira            | 1951       | 1954       |
| Antônio Nogueira da Costa             | 1947       | 1950       |
| Lúcio José de Menezes                 | 1945       | 1947       |
| Renato Pessoa de Aguiar               | 1939       | 1945       |
| Desembargador Pedro Pinheiro de Melo  | 1939       | 1939       |
| Alípio de Oliveira Lima               | 1936       | 1939       |
|                                       |            |            |